# خیزش رور
خیزش رور (آلمانی: Ruhraufstand) یا خیزش مارس (آلمانی: Märzaufstand) یک خیزش توسط کارگران با گرایش چپ بود که در ماه مارس سال ۱۹۲۰ در منطقه رور جمهوری وایمار رخ داد. این حرکت در ابتدا با هدف حمایت از اعتصاب سراسری که اعضا سوسیال دموکرات دولت وایمار، اتحادیه‌ها و دیگر احزاب جهت مقابله با کودتای کاپ در ۱۳ مارس ۱۹۲۰ میلادی داده بودند آغاز شد.
کمونیست‌ها و دیگر سوسیالیست‌های رور از پیش برنامه قبضه کردن قدرت سیاسی توسط دیکتاتوری پرولتاریا در هنگام رخ دادن یک اعتصاب سراسری را داشتند. اما با شکست کودتای کاپ، دولت آلمان واحدهایی از ارتش و گروه دست‌راستی فرای‌کور را جهت سرکوب خیزش اعزام داشت. در آن هنگام بازوی نظامی خیزش که به ارتش سرخ رور معروف بود ۵۰٬۰۰۰ نیرو داشت. سرکوب خیزش همراه با خشونت و اعدام فراقانونی بود و تخمین زده می‌شود ۱۶۰۰ نفر در اثر این درگیری‌ها کشته شدند.

## ریشه‌ها
با اجرایی شدن پیمان ورسای در ۱۰ ژانویه ۱۹۲۰ دولت آلمان باید تعداد نفرات ارتش را به شدت کاهش داده و گروه‌های شبه‌نظامی مانند فرای‌کور هم باید منحل می‌شدند. بر همین اساس وزیر دفاع وقت آلمان گوستاو نسکه فرمان انحلال واحدهای فری‌کور را صادر نمود.
بلندپایه‌ترین ژنرال ارتش آلمان به نام والتر فون لوتویتس از این دستور سرپیچی نمود و به همراه بخش‌هایی از نیروهای نظامی و واحدهای فری‌کور کودتای کاپ را جهت براندازی دولت و بازگشت سلطنت آغاز کرد. در ۱۳ مارس ۱۹۲۰ واحدهای فری‌کور به فرماندهی لوتویتس به سمت برلین حرکت کرده و ضمن اشغال شهر، ولفگانگ کاپ را به عنوان صدراعظم منصوب کرده و خواستار بازگشت سلطنت شدند. وزیر دفاع برای برقراری دوباره نظم به هانس فن زکت را که آن زمان فرمانده دفتر نیروها بود مأمور نمود تا با کمک ارتش کودتا را سرکوب نمایند اما فن زکت و دیگر افسران به استثنا والتر راینهارت از این فرمان سرپیچی نمودند و دولت مجبور شد از برلین فرار کند.
علی‌رغم وضعیت پیش آمده بخش اداری با دولت کودتا همکاری نمی‌نمود و دولت کاپ نمی‌توانست به نحو مناسب کار کند. در همان روز کودتا اعضا سوسیال دموکرات دولت به همراه اتو ولس رهبر حزب سوسیال دموکرات آلمان فراخوان اعتصاب سراسری برای فلج کردن دولت کودتا را صادر کردند. این درخواست با همراهی فدراسیون عمومی اتحادیه صنفی آلمان به رهبری کارل لیگین و دیگر اتحادیه‌های کارگری و صنفی همراه شد که نهایتاً با به اعتصاب کشاندن ۱۲ میلیون کارگر موجبات فروپاشی دولت کودتا را در ۱۷ مارس فراهم آورد.

## اعتصاب و خیزش در ناحیه رور

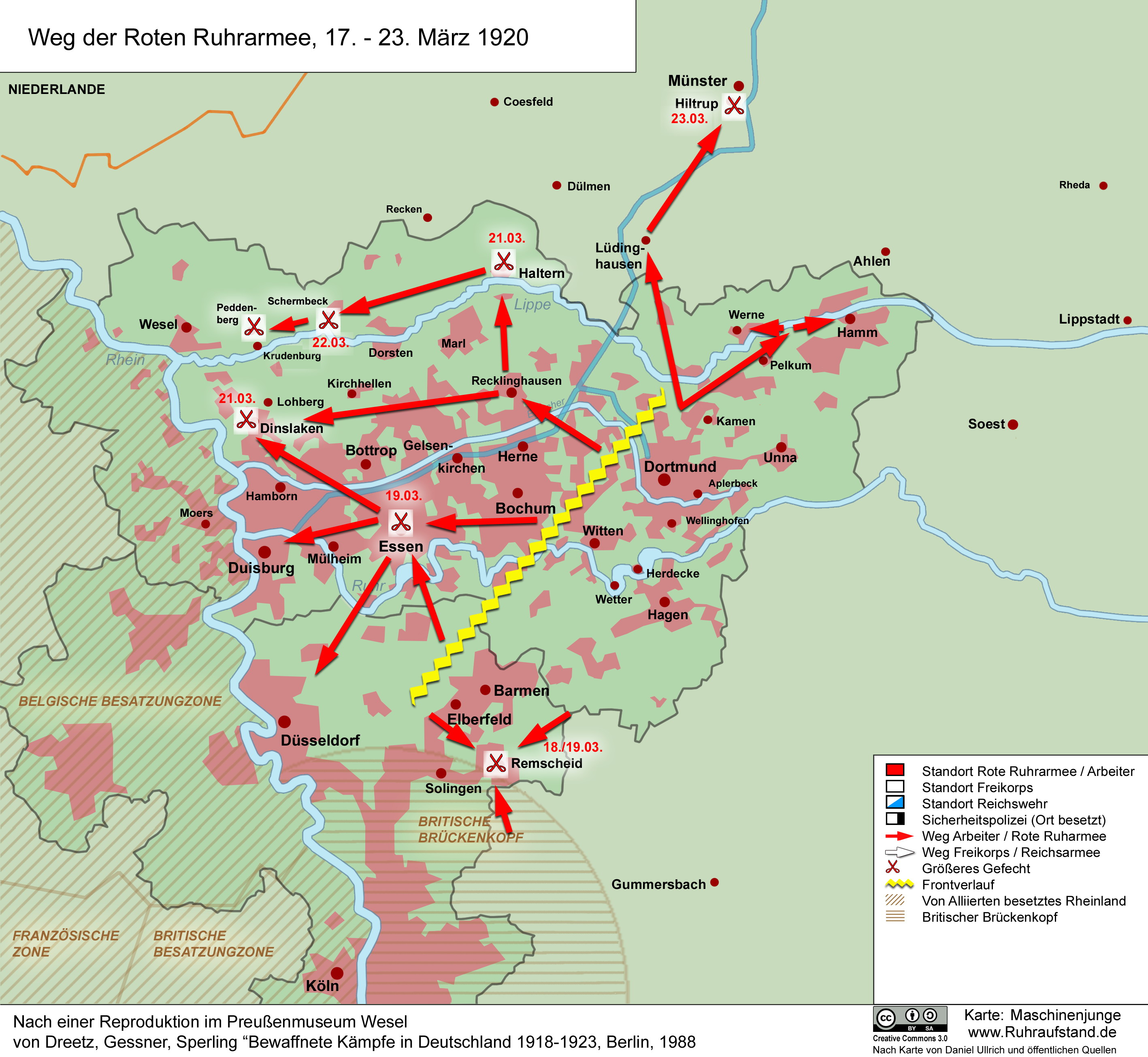
نقشه حرکت ارتش سرخ رور از ۱۷ تا ۲۳ مارس ۱۹۲۰ میلادی

نخستین اعتراض‌ها علیه کودتا از روز ۱۳ مارس در رور آغاز شد. یک روز بعد اعضا حزب کمونیست آلمان، حزب سوسیال دموکرات مستقل آلمان و حزب سوسیال دموکرات آلمان در البرفیلد گرد آمدند و تصمیم خود بر اتحاد علیه کودتاچیان را اعلام نمودند. این احزاب طی متنی مشترکی به دست آوردن قدرت سیاسی توسط دیکتاتوری پرولتاریا را بیان کردند.
در نتیجه این متن و در حال و هوای اعتصاب‌های سراسری پاره‌ای از تشکل‌های کارگری تلاش نمودند تا قدرت را در سطح منطقه‌ای به دست بگیرند. در سرتاسر ناحیه رور «شوراهای اجرایی» محلی که به صورت ناگهانی تأسیس شده بودند اختیارات محلی را به دست گرفتند. این شوراها بیشتر تحت سلطه حزب سوسیال دموکرات مستقل آلمان بودند و حزب کمونیست آلمان هم در آن مشارکت‌هایی داشت. اتحادیه کارگران آزاد آلمان نیز که عقاید آنارشیستی ساندیکالیستی داشت هم در این ساختار نمایندگانی داشت.
سرباز-کارگران اداره شهرها را به عهده گرفتند و ارتش سرخ رور که ۵۰٬۰۰۰ نفر را شامل می‌شد توانست نیروهای دولتی را به راحتی شکست داده و از ناحیه بیرون کند.
در ۱۷ مارس ۱۹۲۰ ارتش سرخ رور در نزدیکی وتر به پیش‌قراولان فری‌کور لیتشلاگ حمله کرده و ضمن اسارت ۶۰۰ نفر از آن‌ها شهر دورتموند را هم اشغال نمودند. کمیته مرکزی شورای کارگری ۲۰ مارس ۱۹۲۰ در اسن شکل گرفت و قدرت را در بخش‌هایی از رور در دست داشت. یک ارگان مرکزی دیگر نیز در هاگن به وجود آمد. خیزش، رهبری و برنامه سیاسی مشترکی نداشت اما مواردی مانند واگذاری مالکیت صنایع به کارگران مسئله مهمی میان همه گروه‌ها بود.

## پس از شکست دولت کودتا
اعتصابات سراسری رسماً در ۲۲ مارس و پس از آنکه صدراعظم وقت گوستاف باوئر امتیازاتی را برای کارگران در نظر گرفت پایان یافت. اتو گسلر سمت وزیر دفاع را به جای نسکه به عهده گرفت و تقاضای حزب سوسیال دموکرات مستقل آلمان مبنی بر ایجاد یک دولت کارگری برای جلوگیری از چرخش آلمان به سمت راست رد شد.
دولت مرکزی پس از شکست کودتاچیان به برلین بازگشت و در ۲۴ مارس اولتیماتومی را به شورای کارگری رور داد تا ۳۰ مارس (سپس این مدت تا ۲ اکتبر تمدید شد) به اعتصاب و خیزش پایان دهد. دولت باوئر در ۲۵ مارس استعفا داد و رئیس‌جمهور وقت فریدریش ابرت در ۲۶ مارس هرمان مولر را به صدراعظمی تعیین کرد.
تلاش برای حل و فصل این خیزش با پیمان بیله‌فلد به دلیل اقدامات غیرمجاز فرمانده نظامی ناحیه به نام اسکار فون واتر ناموفق ماند.
در نتیجه این اتفاقات اعتصاب‌های عمومی بار دیگر آغاز شد و ۳۰۰٬۰۰۰ معدن‌چی که ۷۵٪ کل معدن‌چیان به این اعتصابات پیوستند. دوسلدورف توسط کمونیست‌ها اشغال شد و نهایتاً تا انتها مارس کل رور به اشغال کمونیست‌ها درآمد.
بسیاری از کارگر-سربازان که در این خیزش شرکت داشتند از کهنه‌سربازان جنگ جهانی اول بودند و حقوق ایشان را شورای کارگری پرداخت می‌نمود. ایشان در گروه‌های کوچک به کمک دوچرخه حرکت می‌کردند و در ۲۴ مارس به دژ وزل حمله کردند اما این حمله منجر به اولین شکست ارتش سرخ رور شد.
ساختار ارتش سرخ مانند مواضع سیاسی و خواسته‌ها شوراهای کارگری ناهمگون و دستخوش تغییرات بسیار بود. به صورت کلی می‌توان گفت که میان کارگران شرق و غرب رور تفاوت‌هایی وجود داشت. در شرق که تحت سلطه حزب سوسیال دموکرات مستقل آلمان بود کارگران زودتر مسلح شدند اما با استقرار دولت قانونی پس از شکست کودتاچیان میل کمتری به ادامه درگیری داشتند. از سوی دیگر در منطقه غرب روهر که بیشتر در سلطه اتحادیه‌های کارگری بود مسلح شدن کارگران دیرتر شروع شد اما این بخش در ادامه درگیری‌ها مشارکت بیشتری داشتند.
در ۲ آوریل ۱۹۲۰ میلادی واحدهای ارتش برای سرکوب خیزش وارد ناحیه رور شدند. اما واحدهایی از نیروهای شبه‌نظامی دست راست که دولت کودتا طی روزهای گذشته آماده کرده بود نیز با ارتش همراه بودند.

## سرکوب خیزش

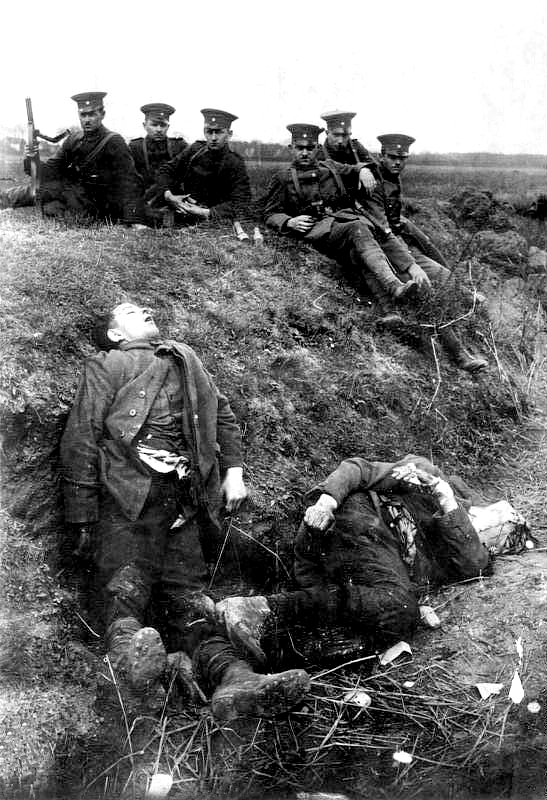
سربازان رایشسور در کنار اعضا ارتش سرخ رور که اعدام شده‌اند. ۲ آوریل ۱۹۲۰ مولن (نوردراین-وستفالن)

نیروهای دولتی که در مونستر پایگاه داشتند از شمال وارد رور شدند و سرکوب قیام آغاز شد. سرکوب به شیوه‌ای خونین ادامه داشت و علاوه بر درگیری‌های مسلحانه بسیاری از افراد پس از دستگیری به سرعت و بدون محاکمه اعدام می‌شدند. هر شخصی که هنگام دستگیری اسلحه داشت در محل اعدام می‌شد. خشونت‌ها تا آن میزان بالا بود که رئیس‌جمهور وقت و فرمانده ارتش آن را محکوم و ممنوع کردند. خشونتی که هر دو طرف طی این خیزش نشان دادند را بسیاری به عنوان حداکثر خشونت توصیف می‌نمایند.
در ۵ آوریل قسمت عمده ارتش سرخ رور به منطقه تحت اشغال ارتش فرانسه گریختند. و در واکنش به حضور ارتش آلمان در رور که برخلاف پیمان ورسای بود ارتش فرانسه در ۶ آوریل شهرهای فرانکفورت، هانائو و دارمشتات را اشغال نمود.
رایشسور تا رود رور پیشروی نمود و انگلیسی‌ها تهدید کردند با توجه به نقض پیمان ورسای توسط آلمان سرزمین برگیشس را تصرف خواهند نمود. در ۸ آوریل تمام نواحی شمال رور در اشغال رایشسور بود.
با تمام شدن درگیری‌ها رایشسور ۲۰۸ کشته و ۱۲۳ گمشده داشت.از فری‌کور هم ۲۷۳ تن کشته شدند. تلفات کمونیست‌ها هم تا هزار نفر تخمین زده می‌شود. بعدها یادبودی از این خیزش در هاگن برپا شد.